# Othusitse Pilane
Othusitse Pilane (né le 26 mars 1984 à Malolwane au Botswana) est un joueur de football international botswanais, qui évolue au poste de milieu de terrain.

## Biographie

### Carrière en sélection
Othusitse Pilane reçoit six sélections en équipe du Botswana, sans inscrire de but, entre 2010 et 2011. Toutefois, seulement cinq sélections sont officiellement reconnues par la FIFA.
Il joue son premier match en équipe nationale le 3 mars 2010, contre le Mozambique (victoire 0-1). Il reçoit sa dernière sélection le 30 mars 2011, contre le Maroc (match nul 1-1).
Il participe avec l'équipe du Botswana à la Coupe d'Afrique des nations 2012 organisée au Gabon et en Guinée équatoriale.

## Palmarès
Mochudi Centre Chiefs
- Championnat du Botswana (4)
  - Champion : 2007-08, 2011-12, 2012-13 et 2014-15.
  - Vice-champion : 2007, 2009, 2010 et 2010-11.

- Coupe du Botswana (1) :
  - Vainqueur : 2008.
  - Finaliste : 2010.